# Veer Chotrani
Veer Chotrani (Marathi वीर छोटाराणी; * 25. Oktober 2001 in Mumbai) ist ein indischer Squashspieler.

## Karriere
Veer Chotrani spielte 2021 erstmals auf der PSA Squash Tour und gewann auf dieser bislang sieben Turniere. Bereits bei den Junioren war Chotrani erfolgreich, als er 2019 in Macau Asienmeister bei den U19-Junioren wurde. Seinen ersten Titel auf der Squash Tour gewann er in der Saison 2023/24 im August mit dem Turniersieg in Framingham. Zwei Monate darauf folgten weitere Titelgewinne in Greenwich und Providence. In der Saison 2024/25 gelang ihm im September in Framingham die erfolgreiche Titelverteidigung. Seine höchste Platzierung in der Weltrangliste erreichte er mit Rang 59 am 21. April 2025. 2019 und 2024 stand er jeweils im Halbfinale der indischen Landesmeisterschaften. 2024 gehörte er zum indischen Aufgebot bei den Weltmeisterschaften.
Chotrani studierte von 2019 bis 2024 an der Cornell University, für die er auch im College Squash aktiv war.

## Erfolge
- Gewonnene PSA-Titel: 7